# Belles
Belles ist ein Ort in Dominica. Die Gemeinde hatte im Jahr 2010 500 Einwohner. Belles liegt im Parish Saint Joseph.

## Geschichte
Im kreolischen heißt die Ortschaft Norway. Die 1929 erbaute katholische Kirche ist Peter Donders gewidmet. In Belles findet das jährliche Dorffest Fete Belles statt. Die Gemeinde ist stark von Landwirtschaft abhängig und leistet einen wesentlichen Anteil zur landwirtschaftlichen Entwicklung des Staates. In Belles gibt es eine Schule.

## Geographische Lage
Die nächste Ortschaft ist das sechs Kilometer südlich gelegene Pont Cassé.